# Comissão de Ciência, Tecnologia, Inovação e Informática do Senado Federal do Brasil
A Comissão de Ciência, Tecnologia, Inovação e Informática (CCT) é uma comissão permanente da atividade legislativa  do Senado Federal do Brasil, formada por 17 senadores e 17 suplentes. Atualmente, é presidida pelo senador Flávio Arns (PSB-PR), tendo o ex-vice-presidente da República e atual senador pelo Rio Grande do Sul, Hamilton Mourão (Republicanos) como vice-presidente da comissão.
Até 2023 era denominada Comissão de Ciência, Tecnologia, Inovação, Comunicação e Informática, entretanto, no mesmo ano foi protocolado um pedido de abertura de uma nova comissão, denominada Comissão de Comunicação e Direito Digital (CCDD), abrangendo os assuntos antes em responsabilidade da CCT.

## Composição da CCT
A Comissão de Assuntos Econômicos atualmente é composta pela seguinte formação;
| Comissão de Ciência, Tecnologia, Inovação e Informática do Senado Federal do Brasil (2025-2026) | Comissão de Ciência, Tecnologia, Inovação e Informática do Senado Federal do Brasil (2025-2026) | Comissão de Ciência, Tecnologia, Inovação e Informática do Senado Federal do Brasil (2025-2026) | Comissão de Ciência, Tecnologia, Inovação e Informática do Senado Federal do Brasil (2025-2026) |
| Bloco Parlamentar Democracia (MDB, PSDB, PODE, UNIÃO)                                           | Bloco Parlamentar Democracia (MDB, PSDB, PODE, UNIÃO)                                           | Bloco Parlamentar Democracia (MDB, PSDB, PODE, UNIÃO)                                           | Bloco Parlamentar Democracia (MDB, PSDB, PODE, UNIÃO)                                           |
| Titulares                                                                                       | Partido (UF)                                                                                    | Suplentes                                                                                       | Partido (UF)                                                                                    |
| ----------------------------------------------------------------------------------------------- | ----------------------------------------------------------------------------------------------- | ----------------------------------------------------------------------------------------------- | ----------------------------------------------------------------------------------------------- |
| Oriovisto Guimarães                                                                             | PSDB-PR                                                                                         | Alessandro Vieira                                                                               | MDB-SE                                                                                          |
| Efraim Filho                                                                                    | UNIÃO-PB                                                                                        | Esperidião Amin                                                                                 | PP-SC                                                                                           |
| Marcos do Val                                                                                   | PODE-ES                                                                                         |                                                                                                 |                                                                                                 |
| Confúcio Moura                                                                                  | MDB-RO                                                                                          |                                                                                                 |                                                                                                 |
| Ivete da Silveira                                                                               | MDB-SC                                                                                          |                                                                                                 |                                                                                                 |
| Bloco Parlamentar da Resistência Democrática (PSB, PSD)                                         |                                                                                                 |                                                                                                 |                                                                                                 |
| Titulares                                                                                       | Partido (UF)                                                                                    | Suplentes                                                                                       | Partido (UF)                                                                                    |
| Chico Rodrigues                                                                                 | PSB-RR                                                                                          | Sérgio Petecão                                                                                  | PSD-AC                                                                                          |
| Daniella Ribeiro                                                                                | PP-PB                                                                                           | Lucas Barreto                                                                                   | PSD-AP                                                                                          |
| Vanderlan Cardoso                                                                               | PSD-GO                                                                                          |                                                                                                 |                                                                                                 |
| Flávio Arns                                                                                     | PSB-PR                                                                                          |                                                                                                 |                                                                                                 |
| Bloco Parlamentar Vanguarda (PL, NOVO)                                                          |                                                                                                 |                                                                                                 |                                                                                                 |
| Titulares                                                                                       | Partido (UF)                                                                                    | Suplentes                                                                                       | Partido (UF)                                                                                    |
| Izalci Lucas                                                                                    | PL-DF                                                                                           | Carlos Portinho                                                                                 | PL-RJ                                                                                           |
| Eudócia Caldas                                                                                  | PL-AL                                                                                           | Wellington Fagundes                                                                             | PL-MT                                                                                           |
| Marcos Pontes                                                                                   | PL-SP                                                                                           |                                                                                                 |                                                                                                 |
| Bloco Parlamentar Pelo Brasil (PDT, PT)                                                         |                                                                                                 |                                                                                                 |                                                                                                 |
| Titulares                                                                                       | Partido (UF)                                                                                    | Suplentes                                                                                       | Partido (UF)                                                                                    |
| Teresa Leitão                                                                                   | PT-PE                                                                                           | Randolfe Rodrigues                                                                              | PT-AP                                                                                           |
| Beto Faro                                                                                       | PT-PA                                                                                           | Paulo Paim                                                                                      | PT-RS                                                                                           |
| Rogério Carvalho                                                                                | PT-SE                                                                                           | Weverton Rocha                                                                                  | PDT-MA                                                                                          |
| Leila Barros                                                                                    | PDT-DF                                                                                          |                                                                                                 |                                                                                                 |
| Bloco Parlamentar Aliança (PP, Republicanos)                                                    |                                                                                                 |                                                                                                 |                                                                                                 |
| Titulares                                                                                       | Partido (UF)                                                                                    | Suplentes                                                                                       | Partido (UF)                                                                                    |
| Dr. Hiran                                                                                       | PP-RR                                                                                           | Ciro Nogueira                                                                                   | PP-PI                                                                                           |
| Hamilton Mourão                                                                                 | Republicanos-RS                                                                                 | Cleitinho                                                                                       | Republicanos-MG                                                                                 |